# Jace Everett

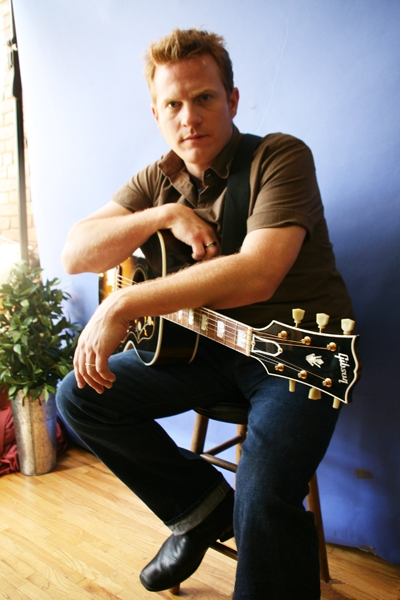
Jace Everett

Jace Everett (* 27. Mai 1972 in Evansville, Indiana) ist ein US-amerikanischer Singer-Songwriter, Komponist und Bandleader des Alternative Country.

## Karriere
Aufgewachsen ist Jace Everett in Texas. In seiner Jugend sang und spielte er in einer Kirchenband und er interessierte sich sowohl für Gospel- als auch für Country-Musik. Er studierte in Nashville an der Belmont University, zog dann mit einer Coverband durch die Staaten, heiratete und ließ sich schließlich wieder in Texas nieder.
Als seine Ehe zerbrach, kehrte er nach Nashville zurück, wo er schnell einen Vertrag beim Major Sony bekam. Sein Debütalbum mit dem Titel Jace Everett erschien 2006. Während sein Album ziemlich erfolglos war, hatte Josh Turner mit dem Song Your Man, bei dem er Co-Autor war, einen Nummer-eins-Hit in den Country-Charts.
Nach dem eigenen Misserfolg folgte ein Labelwechsel und bereits ein Jahr später das nächste Album, das aber erneut kaum zur Kenntnis genommen wurde. Schließlich erschien 2009, wieder bei einem neuen Label das Album Red Revelations. In den USA blieb Everett damit weiterhin kommerziell erfolglos, dafür gelang ihm in England mit Bad Things ein Erfolg in den Charts. Der Song ist das Titelstück der Fernsehserie True Blood.
Der Deutschlandfunk brachte am 24. Januar 2016 in der Sendereihe „Rock et Cetera“ ein einstündiges Musikerporträt von Jace Everetts musikalischem Werdegang, in dem er seine Erfahrungen und Sichtweisen zum Ausdruck brachte.
Everett lebt als Rockmusiker in Nashville, Tennessee.

## Diskografie
Alben
- Jace Everett (2006)
- Old New Borrowed Blues (2007)
- Red Revelations (2009)
- Mr. Good Times (2011)
- Terra Rosa (2013)

Singles
- That's the Kind of Love I'm In (2005)
- Bad Things (2005)
- Nowhere in the Neighborhood (2006)
- Everything I Want (2006)
- Bad Things (2009)
- Good Times (2011)

## Belege
1. ↑  Chartquellen: UK
2. ↑  ASCAP, BMI Honor Josh Turner and Writers of "Your Man", CMT (Autor: Edward Morris), 20. März 2006
3. ↑  Der texanische Sänger Jace Everett Zwischen Gospel, Country und Sozialismus

| Personendaten    | Personendaten                   |
| ---------------- | ------------------------------- |
| NAME             | Everett, Jace                   |
| KURZBESCHREIBUNG | US-amerikanischer Countrysänger |
| GEBURTSDATUM     | 27. Mai 1972                    |
| GEBURTSORT       | Evansville, Indiana, USA        |